# Adiantum henslovianum
Adiantum henslovianum là một loài thực vật có mạch trong họ Adiantaceae. Loài này được Hook. f. miêu tả khoa học đầu tiên năm 1847.